# Blanche van Frankrijk (1252-1310)

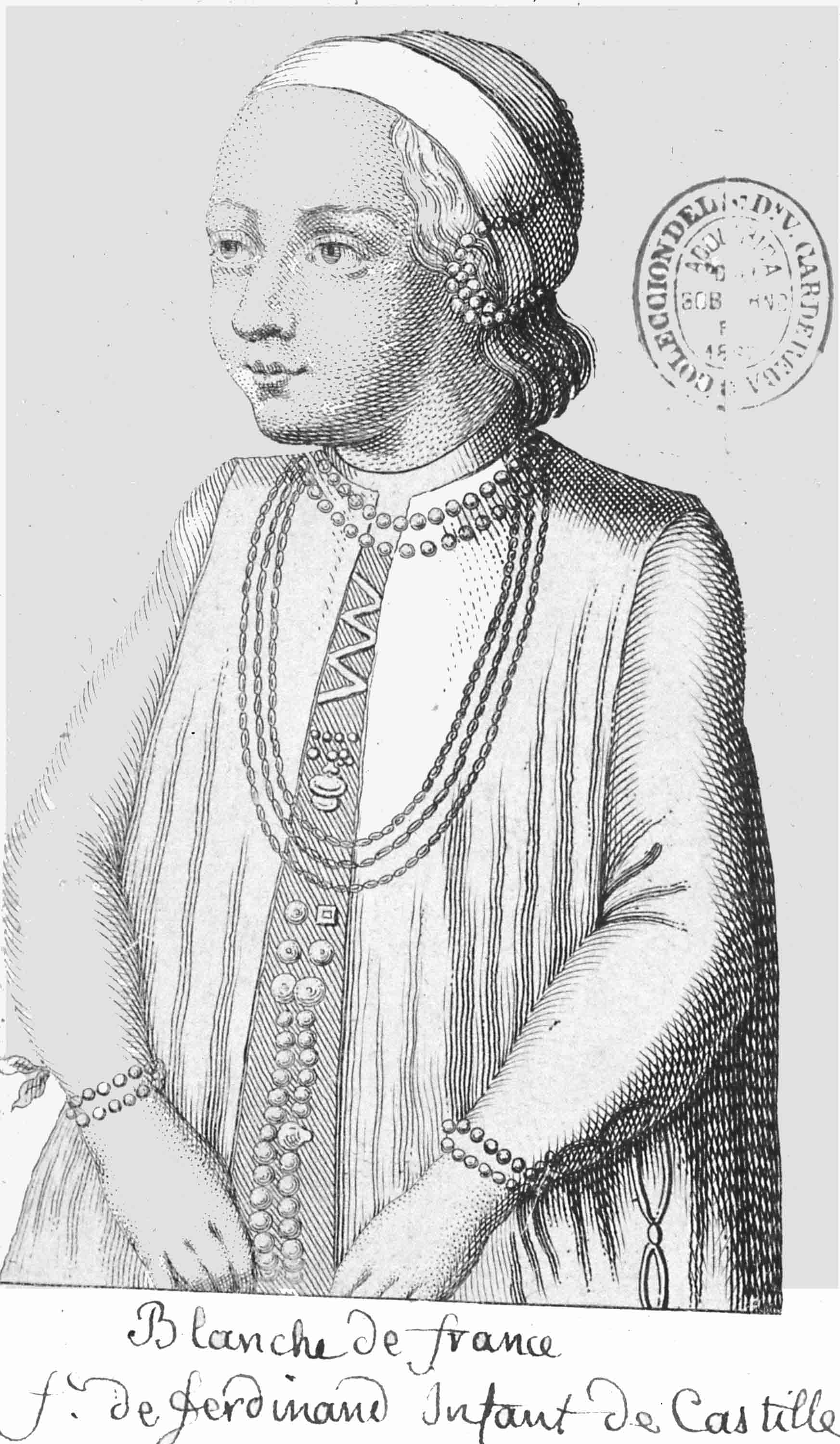
Blanche van Frankrijk

Blanche van Frankrijk (1252 – Parijs, 1310) was een Franse prinses.

## Levensloop
Ze was een dochter van koning Lodewijk IX van Frankrijk. Ze trouwde op 30 november 1269 met Ferdinand de la Cerda (1255-1275), een zoon van Alfons X van Castilië, de kroonprins voor de troon van Castilië.
In 1274 benoemde Alfons X zijn zoon tot regent van het koninkrijk Castilië. Terwijl Alfons zich in de Provence bevond om met Gregorius X te onderhandelen, vielen de Moren de kust van Andalusië aan. In afwezigheid van zijn vader stortte Ferdinand zich aan het hoofd van de troepen op de Moren. Hij vond echter de dood in 1275 in een van de eerste aanvallen. Daarna werd de troon opgeëist door zijn broer Sancho IV, terwijl de zonen van Blanche, Alfons en Ferdinand de la Cerda, de eigenlijke troonopvolgers waren. De prinsen moesten vluchten en Alfons en Ferdinand werden door hun grootmoeder Violante van Aragón meegenomen naar Aragón, waar koning Peter III hen gevangen zette. Uiteindelijk werden ze na dertien jaar gevangenschap door Alfons III van Aragón in 1288 vrijgelaten.
Blanche vroeg haar broer, de Franse koning Filips III om hulp. Deze viel Aragón in 1284 en 1285 aan, maar wist het koninkrijk niet te veroveren. Filips werd ziek en stierf uiteindelijk in Perpignan, in 1285.
Blanche vertrok ten slotte naar Frankrijk en vestigde zich aan het hof van koning Filips IV van Frankrijk in Parijs, waar ze in 1310 stierf.

## Nageslacht
Met Ferdinand de la Cerda (1255-1275) kreeg ze twee kinderen:
- Alfons de la Cerda (1270-1324, bijgenaamd "de Onterfde") en
- Ferdinand de la Cerda (1275-1322).